# 罗讷河
罗讷河（法語：Rhône，發音：[ʁon] ⓘ，發音：[ˈʁoːnə] ⓘ）是法国和瑞士的主要河流，发源于阿尔卑斯山，向西流经萊芒湖并流至里昂，之后再向南流经法国东南部，最后注入地中海。在位于阿尔勒的河口附近，该河分为大罗讷河和小罗讷河，由此产生的三角洲构成了卡马格地区。
该河的源头是位于瑞士瓦莱州东部边缘的罗讷冰川，该冰川是聖哥達山的一部分，后者孕育了另外三条主要河流：羅伊斯河、莱茵河和提契诺河。
罗讷河与波河和尼罗河并称地中海流量最大的三大河流之一。

## 名称
“罗讷”一名源自拉丁语“Rhodanus”。罗讷河的高盧語名称为“*Rodonos”或“*Rotonos”（来自原始印歐語词根“*ret-”，意为“奔跑、滚动”，其经常出现在河流名称中）；但希腊起源说的支持者老普林尼在他《自然史》一书中认为罗讷这个名称来自“Rhoda”或“Rhodanusia”，一个曾经由罗得岛人在河流入海口处建造的殖民地。

## 地理

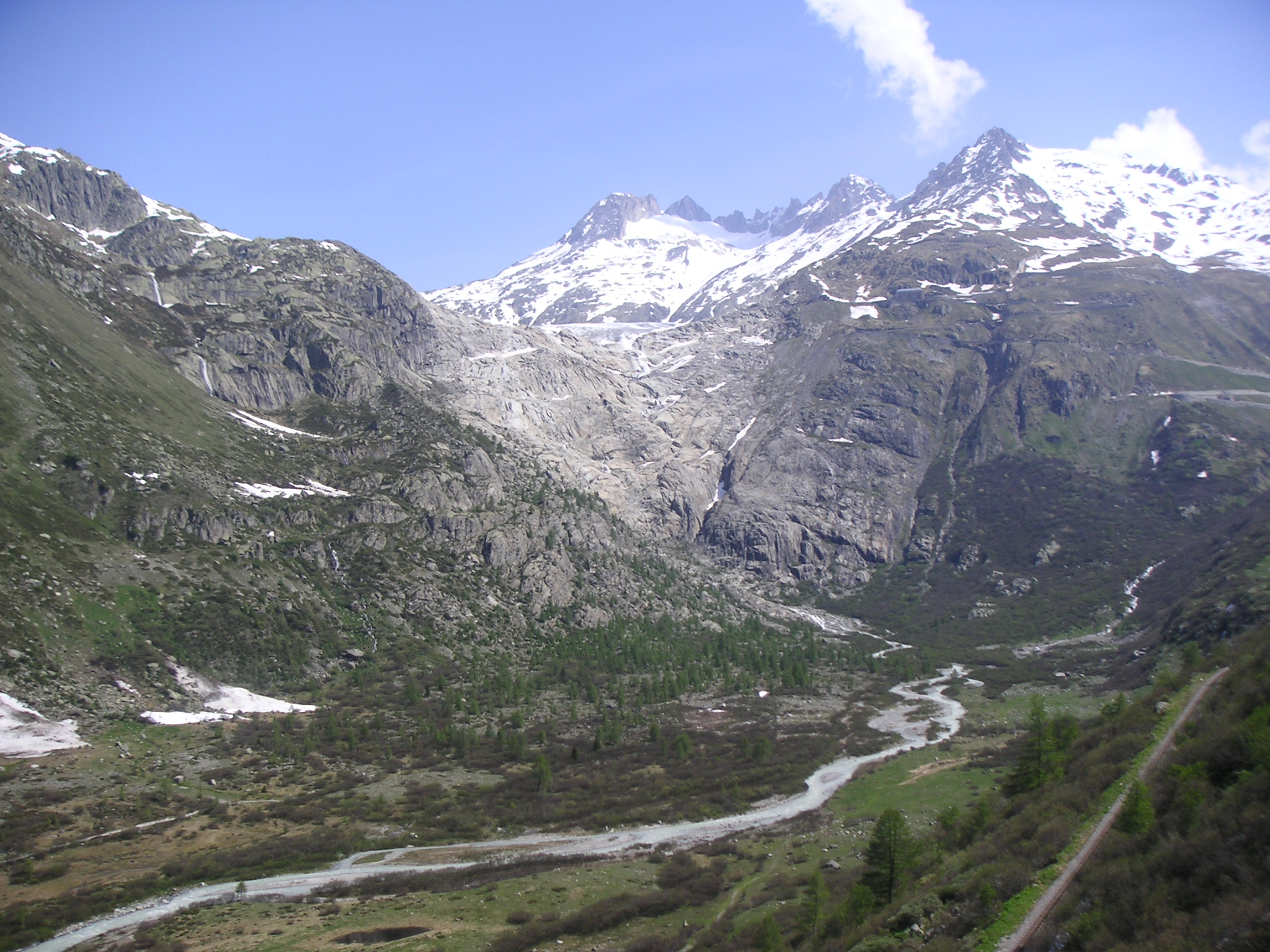
罗讷河源自罗讷冰川

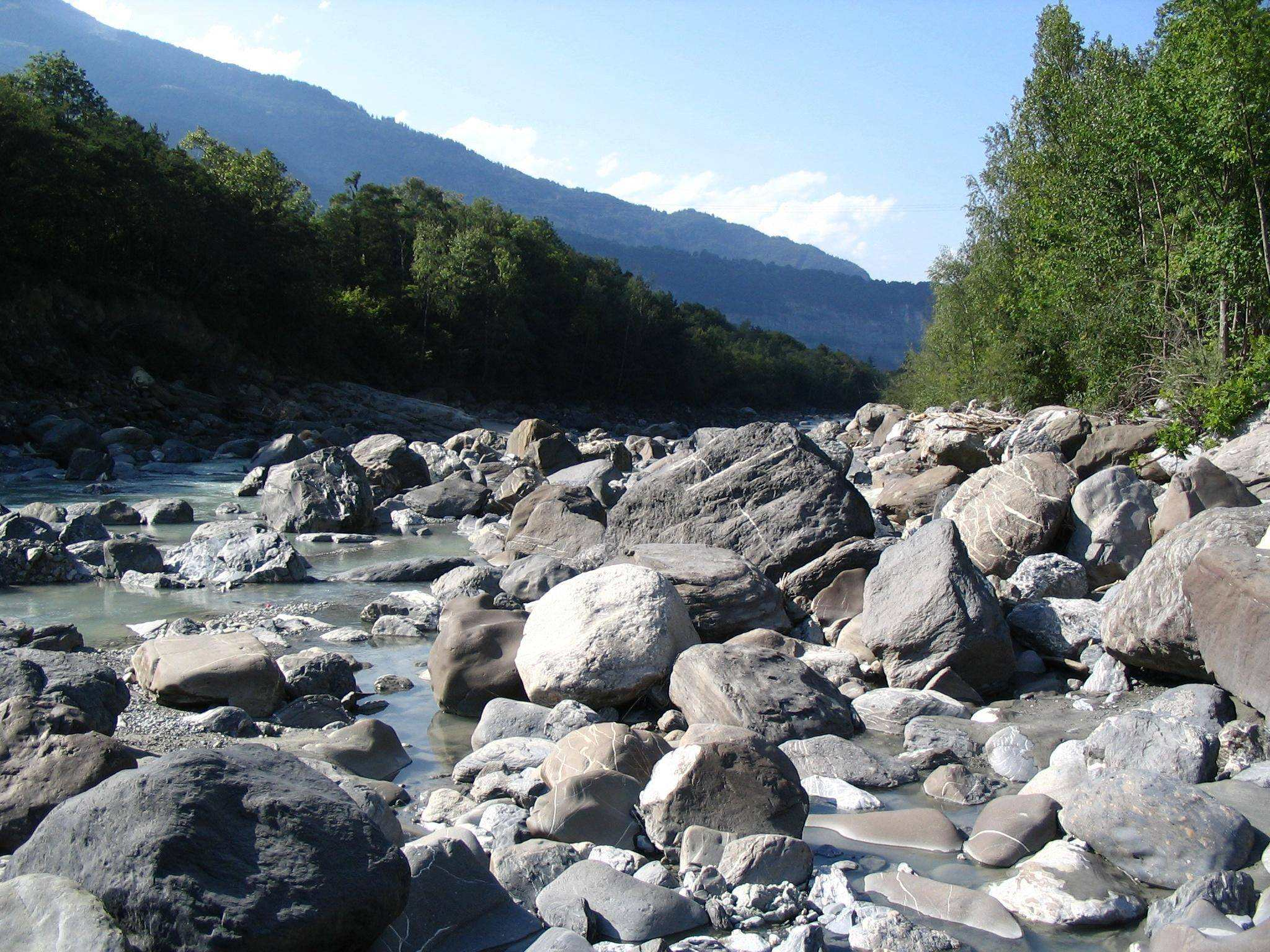
罗讷河河床

### 河流
罗讷河源于瑞士瓦莱州海拔1753米的聖哥達山罗讷冰川的冰川融水。在馬蒂尼附近，罗讷河水流变急，并成为一条向西南方向流过冰川峡谷的大河。其后，罗讷河转向西北，离开阿尔卑斯山脉并注入萊芒湖。
萊芒湖以平均每秒570立方米的速度向西输出水流，经日内瓦进入法国境内。
通过弯弯曲曲的河道流到里昂，并在那里与索恩河汇合之后，罗讷河继续向南流，穿过阿尔卑斯山和中央高原之间的平原地带。
在阿尔勒，年均流速为每秒2300立方米的罗讷河分为大罗讷河和小罗讷河两支，并形成卡马格三角洲，流入地中海。

### 主要支流及相关河流

#### 瑞士
- 馬薩河（右岸）
- 菲斯帕河（左岸）
- 德朗斯河（左岸）
- 特里安河（左岸）
- 沃諾日河（右岸）

#### 法国
- 阿尔沃河（左岸）
- 瓦尔瑟里讷河（右岸）
- 菲耶尔河（左岸）
- 吉耶河（左岸）
- 布爾布爾河（左岸）
- 安河（右岸）
- 索恩河（右岸）
- 日耶河（右岸）
- 热尔河（左岸）
- 加洛爾河（左岸）
- 杜河（右岸）
- 伊泽尔河（左岸）
- 埃里約河（右岸）
- 德龙河（左岸）
- 阿尔代什河（右岸）
- 塞茲河（右岸）
- 艾格河（左岸）
- 烏韋茲河（左岸）
- 迪朗斯河（左岸）
- 加爾東河（右岸）

#### 瑞法
- 阿隆东河（右岸）
- 埃爾芒斯河（左岸）
- 韦尔苏瓦河（右岸）

### 主要城市
| - 锡永 - 蒙特勒（萊芒湖畔） - 洛桑（萊芒湖畔） - 埃維昂萊班（萊芒湖畔） - 托农莱班（萊芒湖畔） | - 日内瓦 - 里昂 - 维埃纳 - 图尔农 - 瓦朗斯 | - 蒙特利马尔 - 奥朗日 - 阿维尼翁 - 博凯尔 - 塔拉斯孔 | - 阿尔勒 - 罗讷河畔圣路易港 |

## 历史
罗讷河从远古时期便是一条重要的商道，连接着欧洲北部及地中海。
1942年二战期间義大利軍队進駐罗讷河以東的法國領土，此河的一部份在1942年至1943年為納粹德國和義大利的边界。

## 航运
罗讷河是一条内河航行要道，将众多工业城市，例如阿尔勒、阿维尼翁、瓦朗斯、维埃纳或里昂，与地中海港口濱海福斯、马赛、塞特连接着。罗讷河从索恩河汇合点到地中海都按五级水路发展。同样改造为运河的索恩河将罗讷河上的港口连接到索恩河畔自由城、马孔和索恩河畔沙隆。小型船只可以继续向西北，北或东北行驶，通过中部-卢瓦尔河旁侧-布里亚尔-卢万运河到达塞纳河，通过香槟-勃艮第运河（原马恩河—索恩河运河）进入马恩河，通过孚日运河（原东部运河南支）进入摩澤爾河或通过罗讷河—莱茵河运河进入莱茵河。
罗讷河因其强大水流而闻名：水流速度可达到每小时10公里，使得航行有一定难度。十道河闸每日从早上5点到晚上9点运行，管制着运河的通船。.

## 水文资料

### 水文周期
罗讷河的水文周期是秋天和春天达到高峰，秋天由于雨水，春天由于冰雪的融化。冬天水流平和而夏季水流达到最低点。
博凯尔的平均水流量为每秒1650立方米。一旦水流量超过每秒5000立方米，罗讷河被认为泛滥。
有档案以来最高值纪录于2003年12月在博凯尔达到每秒13000立方米，高于1840年和1856年11月的两次洪水。历史上最大的一次洪水有可能是1548年甚至是580年的那次。千年大洪水则被认为能够达到每秒14000立方米以上（在每秒14000与16000立方米之间）。
罗讷河三角洲经过18世纪到19世纪几次大洪水逐渐有了变化。

## 氣候
冬春兩季有乾冷強烈的風沿河谷向南吹，被稱作密史脱拉风，密史脱拉风在隆河河谷一代最為明顯，常造成作物的災害。

## 艺术

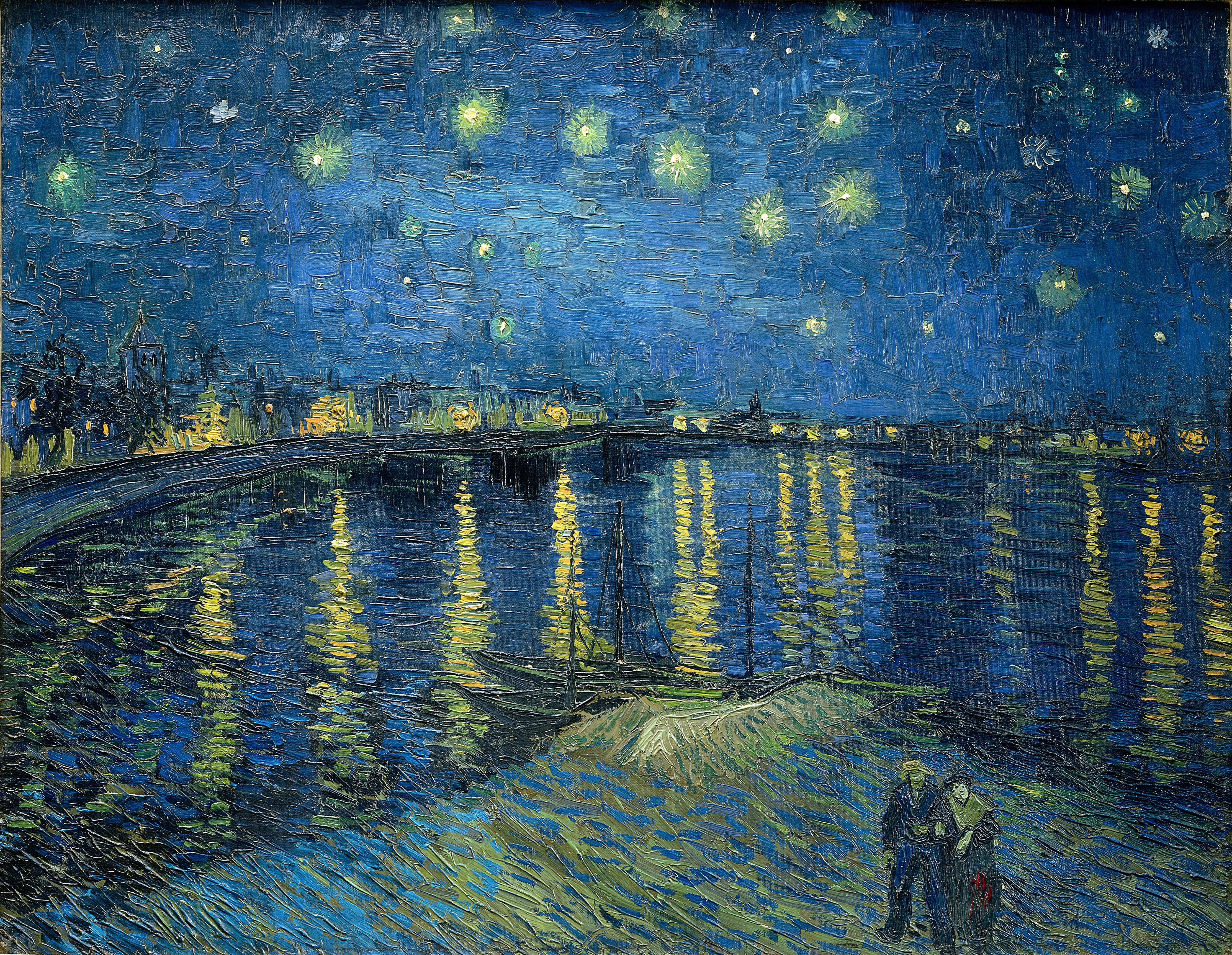
《罗讷河上的星夜》

梵高1888年画出《罗讷河上的星夜》，现藏于法国巴黎的奥塞美术馆。